# Драфт НХЛ 2001
Драфт новачків НХЛ 2001 року відбувався 23 та 24 червня в сонячному штаті Флориді, в «БанкАтлантік-центрі» — домашній арені команди «Флорида Пантерс».
У дев'яти раундах драфту було вибрано 289 молодих хокеїстів з 15-ти країн світу. Найчастіше команди зупиняли свій вибір на місцевих хокеїстах, канадійцях та американцях, 95 і 43 гравці відповідно.

## Перший раунд
| №  | Гравець                 | Національність | Команда НХЛ          | Попередня команда              |
| -- | ----------------------- | -------------- | -------------------- | ------------------------------ |
| 1  | Ілля Ковальчук (Л)      | Росія          | Атланта Трешерс      | Спартак Москва (РС)            |
| 2  | Джейсон Спецца (Ц)      | Канада         | Оттава Сенаторс      | Віндзор Спітфаєрс (ОХЛ)        |
| 3  | Олександр Світов (Ц)    | Росія          | Тампа-Бей Лайтнінг   | Авангард Омськ (РС)            |
| 4  | Стівен Вейсс (Ц)        | Канада         | Флорида Пантерс      | Плімут Вейлерс (ОХЛ)           |
| 5  | Станіслав Чистов (Л)    | Росія          | Анагайм Майті Дакс   | Авангард Омськ (РС)            |
| 6  | Мікко Койву (Ц)         | Фінляндія      | Міннесота Вайлд      | ТПС Турку (СМ-Ліга)            |
| 7  | Майк Комісарек (З)      | США            | Монреаль Канадієнс   | Університет Мічигану (НСАА)    |
| 8  | Паскаль Леклер (Г)      | Канада         | Колумбус Блю-Джекетс | Галіфакс Мусхедс (QMJHL)       |
| 9  | Туомо Рууту (Ц)         | Фінляндія      | Чикаго Блекгокс      | Йокеріт (СМ-Ліга)              |
| 10 | Ден Блекберн (Г)        | Канада         | Нью-Йорк Рейнджерс   | Кутенай Айс (ЗХЛ)              |
| 11 | Фредрік Шестрем (П)     | Швеція         | Фінікс Койотс        | Фрелунда (Елітсерія)           |
| 12 | Ден Гемьюс (З)          | Канада         | Нашвілл Предаторс    | Принс Джордж Кугарс (ЗХЛ)      |
| 13 | Алеш Гемський (П)       | Чехія          | Едмонтон Ойлерс      | Халл Олімпік (QMJHL)           |
| 14 | Чак Кобасью (П)         | Канада         | Калгарі Флеймс       | Бостон Коледж (НСАА)           |
| 15 | Ігор Князєв (З)         | Росія          | Кароліна Гаррікейнс  | Спартак Москва                 |
| 16 | Ар Джей Амбергер (П)    | США            | Ванкувер Канакс      | Ohio State Buckeyes (ЦСХА)     |
| 17 | Карло Колайоково (З)    | Канада         | Торонто Мейпл Ліфс   | Ері Отерс (ОХЛ)                |
| 18 | Йенс Карлсон (Л)        | Швеція         | Лос-Анджелес Кінгс   | Фролунда (Елітсерія)           |
| 19 | Шон Моррісонн (З)       | Канада         | Бостон Брюїнс        | Камлупс Блейзерс (ЗХЛ)         |
| 20 | Марцель Гоч (Ц)         | Німеччина      | Сан-Хосе Шаркс       | Швенінген (Німеччина)          |
| 21 | Колбі Армстронг (П)     | Канада         | Піттсбург Пінгвінс   | Ред-Дір Ребелс (ЗХЛ)           |
| 22 | Їржі Новотний (Ц)       | Чехія          | Баффало Сейбрс       | Чеське Будейовіце (ЧЕ)         |
| 23 | Тім Глісон (З)          | США            | Оттава Сенаторс      | Віндзор Спітфаєрс (ОХЛ)        |
| 24 | Лукаш Крайчек (З)       | Чехія          | Флорида Пантерс      | Пітерборо Пітс (ОХЛ)           |
| 25 | Олександр Пережогін (П) | Росія          | Монреаль Канадієнс   | Авангард Омськ (РС)            |
| 26 | Джейсон Бакашихуа (Г)   | США            | Даллас Старс         | Чикаго Фріз (ПАХЛ)             |
| 27 | Джеф Войвітка (З)       | Канада         | Філадельфія Флайєрс  | Ред-Дір Ребелс (ЗХЛ)           |
| 28 | Адріан Фостер (Ц)       | Канада         | Нью-Джерсі Девілс    | Саскатун Блейдс (ЗХЛ)          |
| 29 | Адам Мунро (Г)          | Канада         | Чикаго Блекгокс      | Ері Отерс (ОХЛ)                |
| 30 | Девід Стекель (Ц)       | США            | Лос-Анджелес Кінгс   | Університет штату Огайо (НСАА) |

## Другий раунд
| №  | Гравець                | Національність | Команда НХЛ        | Попередня команда       |
| -- | ---------------------- | -------------- | ------------------ | ----------------------- |
| 31 | Меттью Спіллер (З)     | Канада         | Фінікс Койотс      | Сієтл Тандербердс (ЗХЛ) |
| 49 | Майк Каммаллері (ЦН)   | Канада         | Лос-Анджелес Кінгс | Манчестер Монаркс (АХЛ) |
| 61 | Андреас Гольмквіст (З) | Швеція         | Тампа-Бей Лайтнінг | Гаммарбю (Швеція)       |

## Третій раунд
| №  | Гравець              | Національність | Команда НХЛ          | Попередня команда         |
| -- | -------------------- | -------------- | -------------------- | ------------------------- |
| 71 | Томаш Плеканець (ЦН) | Чехія          | Монреаль Канадієнс   | ХК Злін (ЧЕ)              |
| 73 | Крейг Андерсон (ВР)  | США            | Чикаго Блекгокс      | Гвелф Сторм (ОХЛ)         |
| 82 | Джей Гаррісон (З)    | Канада         | Торонто Мейпл-Ліфс   | Брамптон Баттальйон (ОХЛ) |
| 85 | Аарон Джонсон (З)    | Канада         | Колумбус Блю-Джекетс |                           |

## Четвертий раунд
| №   | Гравець              | Національність | Команда НХЛ         | Попередня команда            |
| --- | -------------------- | -------------- | ------------------- | ---------------------------- |
| 98  | Жордін Туту (КН)     | Канада         | Нашвілл Предаторс   | Брендон Вет Кінгс (ЗХЛ)      |
| 99  | Рей Емері (В)        | Канада         | Оттава Сенаторс     | Су-Сент-Марі Грейхаунд (ОХЛ) |
| 106 | Крістіан Ергофф (З)  | Німеччина      | Сан-Хосе Шаркс      | Крефельдські Пінгвіни (ДХЛ)  |
| 110 | Роб Цепп (В)         | Німеччина      | Кароліна Гаррікейнс | Плімут Вейлерс (ОХЛ)         |
| 121 | Дрю Макінтайр (В)    | Канада         | Детройт Ред Вінгз   | Шербрук Касторс (ГЮХЛК)      |
| 124 | Єгор Шастін (ЛН)     | Росія          | Калгарі Флеймс      | Авангард Омськ (ЧР)          |
| 129 | Мірослав Блатяк (ЦН) | Чехія          | Детройт Ред-Вінгс   | ХК Кладно (ЧЕ)               |

## П'ятий раунд
| №   | Гравець              | Національність | Команда НХЛ        | Попередня команда     |
| --- | -------------------- | -------------- | ------------------ | --------------------- |
| 132 | Душан Салфицький (В) | Чехія          | Нью-Йорк Айлендерс | «Пардубиці» (Чехія)   |
| 150 | Бернд Брюклер (В)    | Австрія        | Філадельфія Флаєрс | «Грац» (Австрія)      |
| 151 | Кевін Бієкса (З)     | Канада         | Ванкувер Канакс    | «Боулінг-Грін» (НКАА) |
| 157 | Андреас Ємтін (КН)   | Швеція         | Детройт Ред Вінгз  | «Фер'єстад» (Швеція)  |

## Шостий раунд
| №   | Гравець               | Національність | Команда НХЛ        | Попередня команда               |
| --- | --------------------- | -------------- | ------------------ | ------------------------------- |
| 168 | Максим Кондратьєв (З) | Росія          | Торонто Мейпл-Ліфс | ЦСК ВВС Самара (Росія)          |
| 179 | Ендрю Альбертс (ЛЗ)   | США            | Бостон Брюїнс      | Бостон Коледж Іглс (ХС)         |
| 182 | Том Каванаг (ЦН)      | США            | Сан-Хосе Шаркс     | Гарвардський університет (НКАА) |
| 189 | Пасі Нурмінен (ВР)    | Фінляндія      | Атланта Трешерс    | Йокеріт (СМ-ліга)               |

## Сьомий раунд
| №   | Гравець              | Національність | Команда НХЛ        | Попередня команда            |
| --- | -------------------- | -------------- | ------------------ | ---------------------------- |
| 221 | Джонні Одуя (ЦН)     | Швеція         | Вашингтон Кепіталс | Гаммарбю (Хокей-Аллсвенскан) |
| 224 | Тоні Мортенссон (ЗХ) | Швеція         | Анагайм Дакс       | Брюнес (Євле) (Елітсерія)    |
| 227 | Марек Сватош (ПН)    | Словаччина     | Колорадо Аваланч   | «Герші Берс» (АХЛ)           |

## Восьмий раунд
| №   | Гравець           | Національність | Команда НХЛ           | Попередня команда           |
| --- | ----------------- | -------------- | --------------------- | --------------------------- |
| 232 | Мартін Гербер (В) | Швейцарія      | Майті Дакс оф Анагайм | Лангнау Тайгерс (Швейцарія) |
| 238 | Раян Голлвег (ЛН) | США            | Нью-Йорк Рейнджерс    | Медисин-Гат Тайгерс (ЗХЛ)   |
| 241 | Мілан Юрчина (ЗХ) | Словаччина     | Бостон Брюїнс         | Галіфакс Мусгедс (ГЮХЛК)    |

## Дев'ятий раунд
| №   | Гравець                   | Національність | Команда НХЛ        | Попередня команда         |
| --- | ------------------------- | -------------- | ------------------ | ------------------------- |
| 266 | Віктор Уйчик (ЛН)         | Чехія          | Монреаль Канадієнс | Славія Прага (Чехія)      |
| 273 | Северен Блінденбахер (ЗХ) | Швейцарія      | Фінікс Койотс      | Клотен Флаєрс (Швейцарія) |
| 275 | Роберт Мюллер (ВР)        | Німеччина      | Адлер Мангайм      | Адлер Мангайм (ДЕЛ)       |
| 281 | Ілля Соларьов (ЛН)        | Казахстан      | Тампа-Бей Лайтнінг | Молот-Прикам'я (ЧР)       |
| 282 | Марцел Родман (ПН)        | Словенія       | Бостон Брюїнс      | Пітерборо Пітс (ОХЛ)      |

## Вибір за країною
| Місце | Країна           | Вибори | Відсоток |
|       | Північна Америка | 138    | 47.8 %   |
| ----- | ---------------- | ------ | -------- |
| 1     | Канада           | 95     | 32.9 %   |
| 2     | США              | 43     | 14.9 %   |
|       | Європа           | 151    | 52.2 %   |
| 3     | Росія            | 35     | 12.1 %   |
| 4     | Чехія            | 31     | 10.7 %   |
| 5     | Фінляндія        | 24     | 8.3 %    |
| 6     | Швеція           | 16     | 5.5 %    |
| 7     | Словаччина       | 15     | 5.2 %    |
| 8     | Німеччина        | 9      | 3.1 %    |
| 9     | Швейцарія        | 4      | 1.4 %    |
| 10    | Австрія          | 2      | 0.7 %    |
| 10    | Казахстан        | 2      | 0.7 %    |
| 10    | Італія           | 2      | 0.7 %    |
| 13    | Латвія           | 1      | 0.3 %    |
| 13    | Словенія         | 1      | 0.3 %    |
| 13    | Франція          | 1      | 0.3 %    |